# 万青路街道
万青路街道，是中华人民共和国内蒙古自治区包头市青山区下辖的一个乡镇级行政单位。

## 行政区划
万青路街道下辖以下地区：
振华社区、五一社区、育才社区、草原社区、青云社区、新型社区和春光社区。